# Chordeilinae
Sous-famille
Les Chordeilinae étaient une sous-famille traditionnelle des Caprimulgidae constituée de trois genres et dix espèces. Les analyses phylogéniques des Caprimulgidae ont montré qu'il s'agit d'un taxon polyphylétique, et qui n'a donc aucune raison d'exister.

## Systématique
La sous-famille des Chordeilinae est attribuée, en 1851, à l'ornithologue américain John Cassin (1813–1869).

## Liste alphabétique des genres
- Chordeiles (m.) Swainson, 1832
- Lurocalis (m.) Cassin, 1851
- Nyctiprogne (f.) Bonaparte, 1857